# Григорян, Александр Овакимович
Александр Овакимович Григоря́н (8 октября 1927, Ленинакан — 2007) — армянский и советский живописец и график. Член Союза художников СССР с 1959 г. Заслуженный художник Армянской ССР.
Первоначальное образование получил в художественной школе в Ленинакане. Окончил школу искусств имени Ф. Терлемезяна в Ереване (класс М. Асламазян), после чего поступил на факультет живописи Ереванского института искусств. В 1949—1950 гг. проходил стажировку в Ленинградском институте живописи, скульптуры и архитектуры имени И. Е. Репина. С 1950 по 1953 гг. учился в Ереванском институте искусства и театра, где получил диплом художника.
Член правления Союза художников Армении, секретарь Комитета живописи. Скончался в Ереване в 2007 году.
Работы хранятся в Государственной Третьяковской галерее, в Музее народов Востока, в Национальной галерее Армении (Ереван), в Музее современного искусства в Армении.
Его картины выделяются яркой, сочной палитрой, влиянием живописи М. С. Сарьяна.
Иллюстрировал трагедии Шекспира, сказки Туманяна, Исаакяна.